# Rowlandius labarcae
Rowlandius labarcae är en spindeldjursart som beskrevs av Paul Reddell och James Cokendolpher 1995. Rowlandius labarcae ingår i släktet Rowlandius och familjen Hubbardiidae. Inga underarter finns listade i Catalogue of Life.